# Dicranomyia funesta
Dicranomyia funesta är en tvåvingeart som beskrevs av Alexander 1922. Dicranomyia funesta ingår i släktet Dicranomyia och familjen småharkrankar. Inga underarter finns listade i Catalogue of Life.